# جون بريدغمان
جون بريدغمان (بالإنجليزية: Jon Bridgman)‏ هو مؤرخ أمريكي، ولد في 10 يوليو 1930، وتوفي في 9 مارس 2015.